# ماهیچه‌های سرینی
ماهیچه‌های سُرینی یا عضلات گلوتئال (انگلیسی: Gluteal muscles) گروهی از سه ماهیچه هستند که ناحیه باسن را تشکیل می‌دهند. این ماهیچه‌ها از نوع مخطط بوده و نقش مهمی در دویدن، ایستادن و راه رفتن ایفا می‌کنند.
در ناحیه لگن ماهیچه‌های سرینی بزرگ، سرینی متوسط، و سرینی کوچک قرار دارند و برجستگی باسن به علت وجود آنهاست. این ماهیچه‌ها ران را از حالت خم شده به حالت مستقیم درمی‌آوردند؛ یعنی، در امتداد تنه قرار می‌دهند و در ایستادن و راه رفتن مؤثر هستند.
ماهیچه‌های سرینی دو دسته‌اند: طبقه سطحی و طبقه عمقی؛
طبقه سطحی عضلات این ناحیه از سه عضله تشکیل شده‌است:
- ماهیچه سرینی بزرگ
- ماهیچه سرینی متوسط
- ماهیچه سرینی کوچک

طبقه عمقی: ۱- ماهیچه گلابی‌شکل (پیریفورمیس)؛ ۲- ماهیچه دوقلوی بالایی؛ ۳- ماهیچه سدادی درونی (عضله ابتراتور داخلی)؛ ۴- ماهیچه دوقلوی پایینی؛ ۵ - ماهیچه مربع رانی؛ ۶- ماهیچه سدادی خارجی (عضله ابتراتور خارجی).
آمپول‌های داخل عضله‌ای را معمولاً در باسن تزریق می‌کنند زیرا ماهیچه سرینی بزرگ، همان طورکه از نامش پیداست بزرگ است و تزریق دارو در آن درد کمتری ایجاد می‌کند. آمپول‌هایی را که دردناک نیستند معمولاً در ماهیچه‌های دالی و سه‌سر بازو تزریق می‌کنند؛ زیرا در زیر ماهیچه سرینی بزرگ عصب سیاتیک قرار دارد که به همه اندام تحتانی می‌رود و رفتن سوزن به داخل این عصب خطر صدمه زدن به آن را دربردارد.

## نگارخانه